# Trolley park

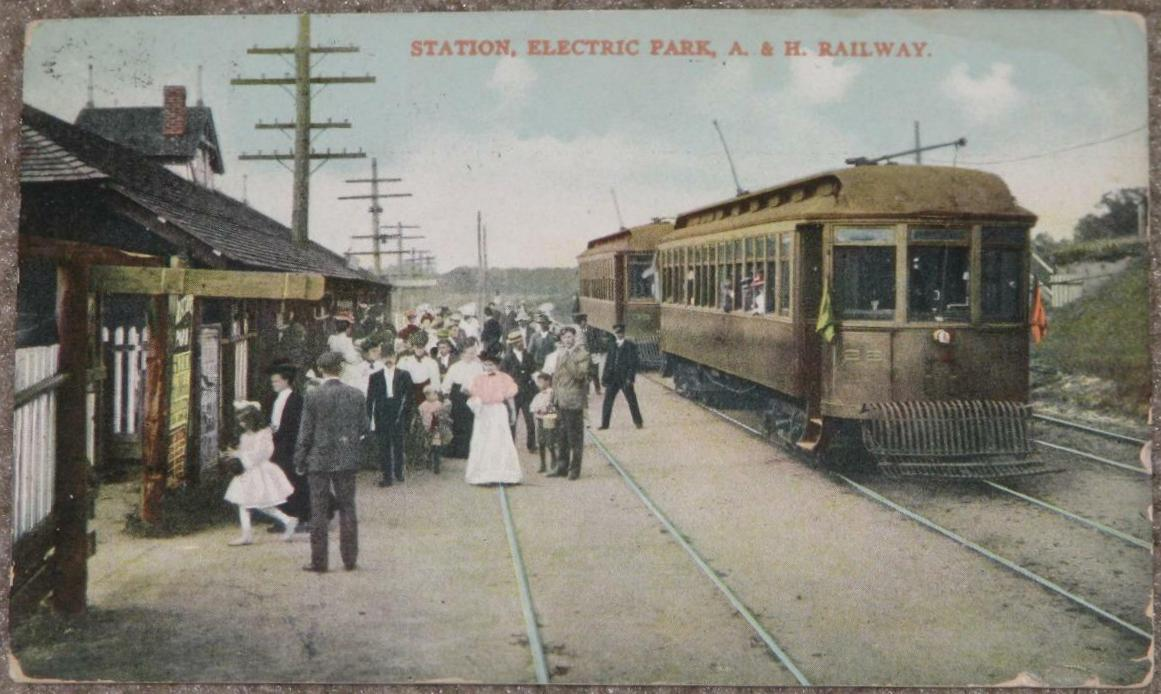
De ingang van Electric Park en een tram van de Albany & Hudson Electric Railway in New York (staat), eerste kwart 20e eeuw

Een trolley park is een type attractiepark in de Verenigde Staten dat eind 19e en begin 20e eeuw werd gebouwd door trambedrijven.
Eind 19e eeuw verscheen in Amerikaanse steden de elektrische tram (in Amerika een 'trolley' genoemd) als middel voor openbaar vervoer. Omdat de tram vooral door forenzen werd gebruikt, bleef de inzet beperkt tot werkdagen. De kosten die het trambedrijf moest maken voor de elektriciteit waren echter niet gebaseerd op het daadwerkelijke stroomverbruik maar vormden een vaste onkostenpost. Om de inkomsten van de tramlijnen te verhogen werd gezocht naar middelen om ook in het weekend reizigers aan te trekken. Een van de oplossingen was de bouw van een amusementspark bij de laatste halte van de tramlijn, bij voorkeur in de buurt van een meer of rivier. Het trambedrijf hief vaak geen toegangsprijs voor zijn amusementspark, maar haalde de winst vooral uit het extra reizigersvervoer naar het park toe.
In 1919 waren er zo'n 1000 attractieparken in de VS en de meeste daarvan waren een trolley park. Met de opkomst van de auto en het verdwijnen van de tram uit het straatbeeld, kwam er ook een einde aan de populariteit van de tram en het trolley park. Anno 2024 zijn er nog maar 16 parken over, waarvan vijf in Pennsylvania. Deze parken zijn niet allemaal meer aan een spoor gelegen.
De resterende trolley parks zijn een kleiner en doorgaans goedkoper alternatief voor de grote attractieparken. De bezoeker betaalt vaak per attractie, terwijl de attracties zelf kleinschalig (en dus voordeliger) zijn. Ook kan de bezoeker dikwijls zijn eigen eten en drinken meenemen en het park als picknickplek gebruiken.